# Олицьке гето
Олицьке гето (нім. Ghetto Olyka) — гето часів Другої світової війни для українських євреїв, створене в Олиці нацистською окупаційною владою.

## Історія
Із приходом в Олику німці спочатку взяли все єврейське населення на облік, а потім у березні 1942 р. утворили гето. У ньому утримувалося 3,5–4,5 тис. євреїв із селища та довколишніх місцевостей. Усі квартири євреїв опечатали і вхід до них заборонили. Наприкінці липня 1942 р. усе єврейське населення з гето перевели у приміщення колишнього замку князя Радзивілла, а звідти системно партіями по 40-50 душ відправляли на розстріл в урочище Кемпа біля села Жорнище. Перед розстрілом євреїв роздягали догола. Загалом у гето було страчено 4,5 тис. євреїв. Їх розстріляли німецькі команди напередодні приходу радянських військ. Залишилися живими лише 130 євреїв-ремісників, яких німці використовували на різноманітних роботах.